# WASP-15 b
WASP-15b est une planète extrasolaire découverte en 2008 par la collaboration SuperWASP, qui cherche à découvrir des exoplanètes à partir de la variation de luminosité des étoiles qui les hébergent. 
La planète orbite autour de son étoile hôte à une distance de 0,05 UA en moins de quatre jours. La masse de cette planète est moitié moindre de celle de Jupiter, mais son rayon est 50 % plus important, ce qui rend la densité de cette planète un seul quart de celui des eaux[Quoi ?] ; on pense que d'autres formes de chauffage[Quoi ?] doivent expliquer sa très faible densité.
La découverte de WASP-15b est publiée le 29 avril 2009.